# تومي أميكر
تومي أميكر (بالإنجليزية: Tommy Amaker) (و. 1965  م) هو لاعب كرة سلة، ومدرب كرة سلة  أمريكي، ولد في فولز تشيرش، شارك في بطولة كأس العالم لكرة السلة 1986، مركز لعبه هو هجوم خلفي.

## التعليم
تعلم في جامعة ديوك، وتعلم في Carter G. Woodson High School ‏
.